# Un bruit qui rend fou
Un bruit qui rend fou è un film del 1995 diretto da Alain Robbe-Grillet e interpretato da Fred Ward e Arielle Dombasle.